# Scream (groupe)
Pour les articles homonymes, voir Scream.
Scream est un groupe de punk hardcore américain formé en 1981 à Alexandria en Virginie. Le groupe se sépare en 1990, avant de se réunir en 2009, et d'entamer en janvier 2012, une tournée européenne.

## Biographie

### Débuts (1981-1983)
Scream est formé à Alexandria, Virginie, en 1981 par Peter Stahl au chant et son frère Franz à la guitare, Skeeter Thompson à la basse et Kent Stax à la batterie. Ils sont considérés comme l'un des groupes de référence dans l'histoire du mouvement punk hardcore de Washington. Avec des groupes tels que Minor Threat et Governement Issue, Scream intègre les attributs du mouvement, c'est-à-dire une vitesse fulgurante, de lourdes connotations politiques et sociales dans les paroles, aucune prétention et l'évitement du mercantilisme. Leur musique est fidèle aux racines du rock, employant d'autres genres qui laissaient présager du grunge, avec des sons reggae et speed metal. Scream déteste la classification des groupes dans des catégories et considère ce qu'ils jouent simplement comme de la « musique ».
Enregistrant leur musique dans les sous-sols des désormais légendaires Inner Ear Studios d'Arlington, Scream devient le premier groupe du label Dischord Records à sortir un album entier : Still Screaming en 1983. Comme le groupe de hardcore Bad Brains, ils peuvent jouer à haute vitesse, mais font aussi des chansons à tempo moyen, telles que American Justice et Hygiene.

### Guitares en puissance (1984-1986)

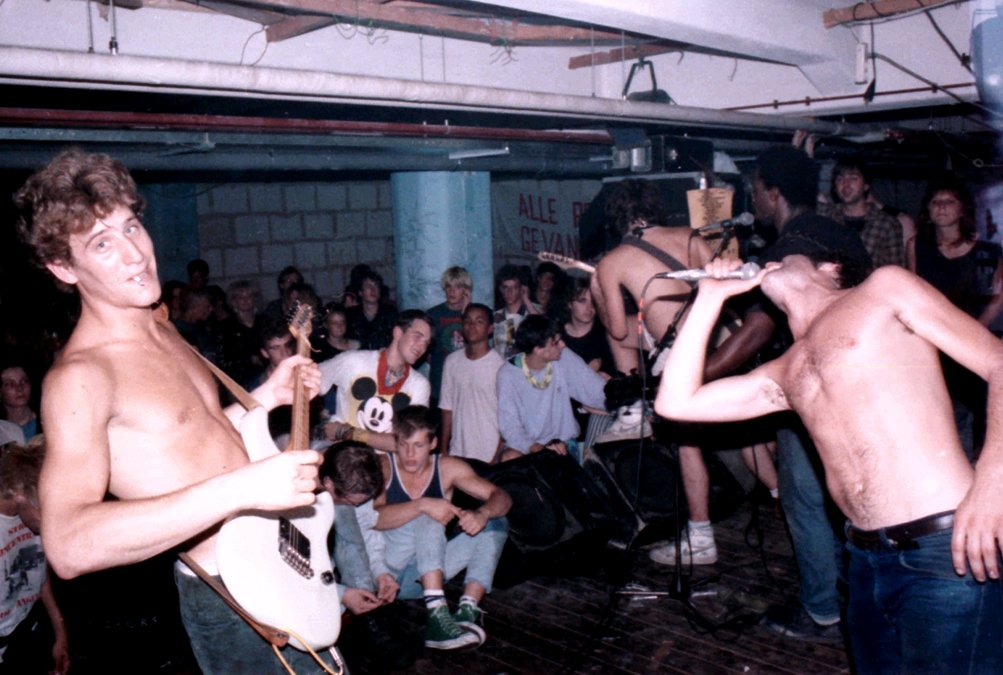
Scream sur scène en 1986.

Pour leur deuxième album, Scream engage un deuxième guitariste en la personne de Robert Lee « Harley » Davidson pour renforcer leur son en studio et en concert. Cela conduit à un duo puissant de guitares, dont les tablatures sont complexes. Sur leur troisième album Banging the Drum, le son est encore plus écrasant. Pour les compilations et quelques concerts, Bobby Madden, collègue de Davidson sur la scène métal, s'ajoute au groupe pour apporter une touche de clavier à leur musique.

### Changements à la batterie (1986-1990)
Kent Stax quitte peu après le groupe pour raisons personnelles et est remplacé par un batteur local du nom de Dave Grohl qui prend place sur le quatrième album No More Censorship. Le groupe fait une tournée en Europe, avec notamment le concert du 4 mai 1990 à Alzey, en Allemagne qui est enregistré puis publié sous la direction de Tobby Holzinger. L'album live se nomme alors Your Choice Live Series Vol.10.

### Cinquième album et séparation (1990-2008)
Le groupe enregistre ensuite son cinquième album studio Fumble, qui n'est publié que bien plus tard puisque c'est en 1993 que Dischord Records le sort. Peter et Franz partent au nord d'Hollywood pour former un nouveau groupe de rock du nom de Wool pendant que Dave Grohl rejoint le groupe de grunge Nirvana.
En 1997, Franz Stahl rejoint Grohl dans son nouveau groupe à succès Foo Fighters pendant deux ans. Pendant ce temps, Peter Stahl travaille comme manager pour Foo Fighters et Queens of the Stone Age tout en enregistrant des albums avec Earthlings? et Goatsnake. Skeeter Thompson retourne à Washington et travaille avec Kent Stax pour d'autres groupes de skinhead et d'oi!. The Suspects, United 121, Spitfires United et Alleged Bricks bénéficient de leur aide. Stax mène aussi une vie de famille. Davidson continue avec Angelstorm de 1993 à 1995 et crée les groupes Orangahead, Festival of Fools avec Madden en 1998, et deux autres groupes appelés God Is Dead de 2002 à 2005.

### Reformation (depuis 2009)
Les membres d'origine du groupe se rassemblent pour un concert le 20 décembre 2009 au Black Cat de Washington,. Le 7 février 2011, le groupe recomposé fait la première partie de Foo Fighters pour un concert spécial au Roxy Theatre de Los Angeles où ils jouent pour la première fois leur nouvel album Wasting Light du début à la fin.

## Membres

### Membres actuels
- Peter Stahl – chant (1981-1990, depuis 2009)
- Franz Stahl – guitare, voix (1981-1990, depuis 2009)
- Skeeter Thompson – basse, voix (1981-1990, depuis 2009)
- Andrew Black – batterie (depuis 2023)

### Anciens membres
- Dave Grohl – batterie, percussions (1986-1990)
- Robert Lee Davidson – guitare, voix (1984-1989)
- Kent Stax (†) – batterie, percussions (1981-1986, 2009-2023)

## Discographie

### Albums studio
- 1983 : Still Screaming
- 1985 : This Side Up
- 1986 : Banging the Drum
- 1988 : No More Censorship
- 1993 : Fumble
- 2023 : DC Special

### Albums live
- 1988 : Live at Van Hall
- 1990 : Your Choice Live Series Vol.10
- 1998 : Live at the Black Cat
- 2011 : Complete Control Recording Sessions